# Apocalypse (videogioco 1988)
Apocalypse è un videogioco strategico sviluppato e pubblicato da Ere Informatique nel 1988 per l'home computer Amstrad CPC.

## Trama
In Apocalypse, il giocatore assume il ruolo di un comandante militare durante una crisi globale. L'obiettivo principale è distruggere tutti i silos di lancio dei missili del blocco sovietico prima che questi distruggano i propri.

## Modalità di gioco
Il gioco è progettato per un singolo giocatore e combina elementi strategici con una gestione attenta delle risorse e del tempo. Il giocatore deve localizzare e neutralizzare i silos nemici utilizzando le proprie forze, bilanciando l'offensiva con la difesa dei propri silos.

## Sviluppo e caratteristiche tecniche
Apocalypse è stato programmato da G. Saviard e presenta una grafica in modalità 1 dell'Amstrad CPC, che, attraverso l'uso dei raster, supera il limite standard di quattro colori per schermo. Il gioco include anche digitalizzazioni vocali, una caratteristica avanzata per l'epoca.